# Insufficienza della motivazione
L'Insufficienza della motivazione è una delle figure sintomatiche dell'eccesso di potere che può risultare da un atto amministrativo emanato dalla Pubblica amministrazione.

## Definizione
L'insufficienza della motivazione, o perplessità della motivazione, si realizza quando le ragioni addotte dall'autorità che emana l'atto, rese note tramite la motivazione dell'atto, non sono convincenti o sufficienti per giustificare l'atto stesso.